# Lida Gustava Heymann
Lida Gustava Heymann (Amburgo, 15 marzo 1868 – Zurigo, 31 luglio 1943) fu una femminista tedesca.

## Biografia
Figlia di Gustav Christian Heymann, ricco commerciante di Amburgo, e della nobile Adele von Hennig, studiò dapprima in casa con un precettore e poi in una scuola femminile. Erede, nel 1886, del grande patrimonio paterno, il suo primo investimento fu una mensa per operaie con annesso asilo nido. Quell'anno partecipò, a Berlino, al Congresso internazionale della donna, dove conobbe Anita Augspurg, che divenne la sua compagna di vita e di lavoro.

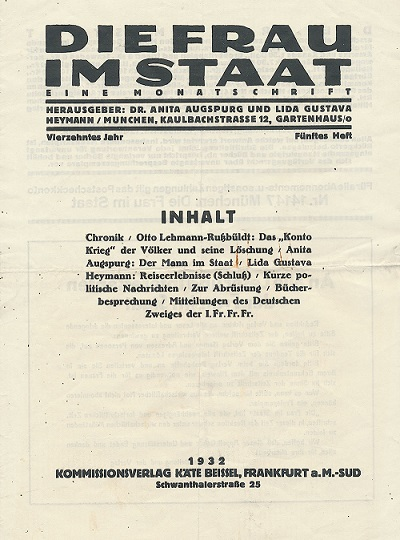
Die Frau im Staat, 1932

Chiese l'abolizione delle case di tolleranza e della legislazione che legalizzava la prostituzione, creando nello stesso tempo un centro di accoglienza per ex-prostitute e una scuola professionale femminile. Con Anita Augspurg fondò nel 1902 ad Amburgo la prima associazione per il diritto femminile al voto, la Verein für Frauenstimmrecht, che dal 1904 fece parte della Federazione mondiale per il suffragio delle donne.
Nel 1908 s'iscrisse al Partito liberale tedesco, ma ne uscì poco dopo. Nel 1914 prese posizione contro la guerra scrivendo nella rivista «Die Frauenbewegung» (Il movimento femminile), diretta da Minna Cauer. Nel 1915 fu tra le organizzatrici della Conferenza internazionale delle donne pacifiste, che si tenne a L'Aja. In conseguenza del suo pacifismo, venne espulsa dalla Federazione delle Leghe delle donne tedesche e, nel 1917, fu espulsa anche dalla Baviera, ma non lasciò il paese, vivendo in clandestinità e fondando il Comitato delle donne tedesche per una pace duratura.
Nel 1918 aderì alla rivoluzione che aveva creato a Monaco la Repubblica sovietica. Candidata nella lista dell'USPD, il Partito socialdemocratico indipendente, venne eletta nel Consiglio nazionale provvisorio. Alla caduta della Repubblica si allontanò dal partito per far parte, come vicepresidente, della Lega internazionale delle donne per la pace e la libertà. Dal 1919 al 1933 pubblicò la rivista «Die Frau im Staat» (La donna nello Stato) che sosteneva posizioni democratiche, pacifiste e femministe.
Nel 1923, quando i nazisti impedirono le riunioni della Lega, Lida Heymann e Anita Augspurg chiesero al ministro degli Interni Schweyer l'espulsione di Hitler, cittadino austriaco, dalla Baviera, negata però dal ministro. Nel 1933, alla salita al potere di Hitler, Heymann e Augspurg erano in vacanza a Maiorca e preferirono non rientrare in Germania, stabilendosi a Zurigo. L'anno dopo, il governo confiscò i beni di Lida Heymann in quanto «colpevole di attività anti-statale».
Nel 1941 Heymann ed Augspurg scrissero insieme Erlebtes, Erschautes, le loro biografie. Lida Heymann morì il 31 luglio 1943, Anita Augspurg il successivo 20 dicembre.

## Opere
- Das kommunale Wahlrecht der Frauen im Deutschen Reiche, 1910
- Wird die Mitarbeit der Frauen in den politischen Männerparteien das Frauenstimmrecht fördern?, 1911
- Frauenstimmrecht und Völkerverständigung, 1919
- Erlebtes, Erschautes. Deutsche Frauen kämpfen für Freiheit, Recht und Frieden 1850–1940, Frankfurt am Main, Ulrike Helmer Verlag, 1992, ISBN 3-927164-43-7